# Lista di asteroidi (345001-346000)
Di seguito una lista di asteroidi dal numero 345001 al 346000 con data di scoperta e scopritore.

## 345001-345100
| Nome     | Designazione provvisoria | Data di scoperta | Scopritore           |
| -------- | ------------------------ | ---------------- | -------------------- |
| 345001 - | 2005 BE7                 | 16 gennaio 2005  | LINEAR               |
| 345002 - | 2005 BR10                | 16 gennaio 2005  | Spacewatch           |
| 345003 - | 2005 BF49                | 16 gennaio 2005  | CSS                  |
| 345004 - | 2005 CK1                 | 1º febbraio 2005 | CSS                  |
| 345005 - | 2005 CK5                 | 1º febbraio 2005 | Spacewatch           |
| 345006 - | 2005 CF6                 | 1º febbraio 2005 | Spacewatch           |
| 345007 - | 2005 CH14                | 2 febbraio 2005  | Spacewatch           |
| 345008 - | 2005 CP14                | 2 febbraio 2005  | Spacewatch           |
| 345009 - | 2005 CL16                | 2 febbraio 2005  | LINEAR               |
| 345010 - | 2005 CX27                | 3 febbraio 2005  | LINEAR               |
| 345011 - | 2005 CM29                | 1º febbraio 2005 | Spacewatch           |
| 345012 - | 2005 CL62                | 9 febbraio 2005  | LONEOS               |
| 345013 - | 2005 CZ65                | 9 febbraio 2005  | LINEAR               |
| 345014 - | 2005 DT1                 | 28 febbraio 2005 | CSS                  |
| 345015 - | 2005 EC2                 | 2 marzo 2005     | CSS                  |
| 345016 - | 2005 EP4                 | 1º marzo 2005    | Junk Bond            |
| 345017 - | 2005 EP8                 | 2 marzo 2005     | Spacewatch           |
| 345018 - | 2005 EK43                | 3 marzo 2005     | Spacewatch           |
| 345019 - | 2005 EZ45                | 3 marzo 2005     | CSS                  |
| 345020 - | 2005 EU59                | 4 marzo 2005     | Mt. Lemmon Survey    |
| 345021 - | 2005 EF72                | 2 marzo 2005     | CSS                  |
| 345022 - | 2005 EY77                | 3 marzo 2005     | CSS                  |
| 345023 - | 2005 EF83                | 4 marzo 2005     | Spacewatch           |
| 345024 - | 2005 EV83                | 4 marzo 2005     | CSS                  |
| 345025 - | 2005 EF92                | 8 marzo 2005     | LONEOS               |
| 345026 - | 2005 EQ97                | 3 marzo 2005     | CSS                  |
| 345027 - | 2005 EE110               | 4 marzo 2005     | Mt. Lemmon Survey    |
| 345028 - | 2005 EV112               | 4 marzo 2005     | Mt. Lemmon Survey    |
| 345029 - | 2005 EV119               | 8 marzo 2005     | LONEOS               |
| 345030 - | 2005 EU145               | 10 marzo 2005    | Mt. Lemmon Survey    |
| 345031 - | 2005 EN148               | 10 marzo 2005    | Spacewatch           |
| 345032 - | 2005 EP162               | 10 marzo 2005    | Mt. Lemmon Survey    |
| 345033 - | 2005 EX163               | 10 marzo 2005    | Mt. Lemmon Survey    |
| 345034 - | 2005 EA165               | 11 marzo 2005    | Spacewatch           |
| 345035 - | 2005 EA168               | 11 marzo 2005    | Mt. Lemmon Survey    |
| 345036 - | 2005 EP176               | 8 marzo 2005     | Mt. Lemmon Survey    |
| 345037 - | 2005 ED189               | 10 marzo 2005    | Siding Spring Survey |
| 345038 - | 2005 EJ190               | 11 marzo 2005    | Mt. Lemmon Survey    |
| 345039 - | 2005 EB225               | 12 marzo 2005    | LINEAR               |
| 345040 - | 2005 ER229               | 10 marzo 2005    | Mt. Lemmon Survey    |
| 345041 - | 2005 ES233               | 10 marzo 2005    | LONEOS               |
| 345042 - | 2005 EC270               | 12 marzo 2005    | LINEAR               |
| 345043 - | 2005 EH284               | 11 marzo 2005    | Mt. Lemmon Survey    |
| 345044 - | 2005 EP286               | 9 marzo 2005     | CSS                  |
| 345045 - | 2005 EC320               | 9 marzo 2005     | Mt. Lemmon Survey    |
| 345046 - | 2005 FJ4                 | 30 marzo 2005    | CSS                  |
| 345047 - | 2005 GC2                 | 1º aprile 2005   | CSS                  |
| 345048 - | 2005 GO40                | 4 aprile 2005    | Mt. Lemmon Survey    |
| 345049 - | 2005 GP48                | 5 aprile 2005    | Mt. Lemmon Survey    |
| 345050 - | 2005 GJ54                | 5 aprile 2005    | Mt. Lemmon Survey    |
| 345051 - | 2005 GD72                | 4 aprile 2005    | Mt. Lemmon Survey    |
| 345052 - | 2005 GQ73                | 4 aprile 2005    | Mt. Lemmon Survey    |
| 345053 - | 2005 GD103               | 9 aprile 2005    | Spacewatch           |
| 345054 - | 2005 GK104               | 20 novembre 2003 | Spacewatch           |
| 345055 - | 2005 GO109               | 10 aprile 2005   | Mt. Lemmon Survey    |
| 345056 - | 2005 GJ119               | 11 aprile 2005   | LINEAR               |
| 345057 - | 2005 GX129               | 7 aprile 2005    | Spacewatch           |
| 345058 - | 2005 GY129               | 7 aprile 2005    | Spacewatch           |
| 345059 - | 2005 GO133               | 10 aprile 2005   | Spacewatch           |
| 345060 - | 2005 GC147               | 15 marzo 2005    | Mt. Lemmon Survey    |
| 345061 - | 2005 GF164               | 10 aprile 2005   | Mt. Lemmon Survey    |
| 345062 - | 2005 GP166               | 11 aprile 2005   | Mt. Lemmon Survey    |
| 345063 - | 2005 GU166               | 2 aprile 2005    | Mt. Lemmon Survey    |
| 345064 - | 2005 GT172               | 16 marzo 2005    | Mt. Lemmon Survey    |
| 345065 - | 2005 GU204               | 10 aprile 2005   | Mt. Lemmon Survey    |
| 345066 - | 2005 JR1                 | 3 maggio 2005    | Junk Bond            |
| 345067 - | 2005 JY15                | 3 maggio 2005    | Spacewatch           |
| 345068 - | 2005 JF27                | 3 maggio 2005    | LINEAR               |
| 345069 - | 2005 JW32                | 4 maggio 2005    | Mt. Lemmon Survey    |
| 345070 - | 2005 JV42                | 8 maggio 2005    | Spacewatch           |
| 345071 - | 2005 JE47                | 3 maggio 2005    | Spacewatch           |
| 345072 - | 2005 JC52                | 4 maggio 2005    | Spacewatch           |
| 345073 - | 2005 JO65                | 4 maggio 2005    | Spacewatch           |
| 345074 - | 2005 JE69                | 6 maggio 2005    | Spacewatch           |
| 345075 - | 2005 JP78                | 11 aprile 2005   | Mt. Lemmon Survey    |
| 345076 - | 2005 JB87                | 9 maggio 2005    | Mt. Lemmon Survey    |
| 345077 - | 2005 JN111               | 9 maggio 2005    | Spacewatch           |
| 345078 - | 2005 JX134               | 14 maggio 2005   | Mt. Lemmon Survey    |
| 345079 - | 2005 JW146               | 14 maggio 2005   | Spacewatch           |
| 345080 - | 2005 JO162               | 26 agosto 2000   | Spacewatch           |
| 345081 - | 2005 JH182               | 4 maggio 2005    | Spacewatch           |
| 345082 - | 2005 KS1                 | 16 maggio 2005   | Mt. Lemmon Survey    |
| 345083 - | 2005 KK3                 | 17 maggio 2005   | Mt. Lemmon Survey    |
| 345084 - | 2005 LA11                | 3 giugno 2005    | Spacewatch           |
| 345085 - | 2005 LJ21                | 6 giugno 2005    | Spacewatch           |
| 345086 - | 2005 LY25                | 8 giugno 2005    | Spacewatch           |
| 345087 - | 2005 LA39                | 11 giugno 2005   | Spacewatch           |
| 345088 - | 2005 MF                  | 16 giugno 2005   | Mt. Lemmon Survey    |
| 345089 - | 2005 MX6                 | 27 giugno 2005   | Spacewatch           |
| 345090 - | 2005 MM15                | 18 giugno 2005   | Mt. Lemmon Survey    |
| 345091 - | 2005 MG19                | 29 giugno 2005   | Spacewatch           |
| 345092 - | 2005 MD21                | 30 giugno 2005   | NEAT                 |
| 345093 - | 2005 MO29                | 29 giugno 2005   | Spacewatch           |
| 345094 - | 2005 MV35                | 30 giugno 2005   | Spacewatch           |
| 345095 - | 2005 MB40                | 30 giugno 2005   | Spacewatch           |
| 345096 - | 2005 MG40                | 30 giugno 2005   | Spacewatch           |
| 345097 - | 2005 NH1                 | 2 luglio 2005    | CSS                  |
| 345098 - | 2005 NK10                | 3 luglio 2005    | Mt. Lemmon Survey    |
| 345099 - | 2005 NA15                | 4 luglio 2005    | NEAT                 |
| 345100 - | 2005 NS24                | 4 luglio 2005    | Spacewatch           |

## 345101-345200
| Nome     | Designazione provvisoria | Data di scoperta  | Scopritore        |
| -------- | ------------------------ | ----------------- | ----------------- |
| 345101 - | 2005 NK35                | 5 luglio 2005     | Spacewatch        |
| 345102 - | 2005 NO42                | 18 giugno 2005    | Mt. Lemmon Survey |
| 345103 - | 2005 NA47                | 7 luglio 2005     | CINEOS            |
| 345104 - | 2005 NU70                | 4 luglio 2005     | NEAT              |
| 345105 - | 2005 NY71                | 5 luglio 2005     | NEAT              |
| 345106 - | 2005 OS4                 | 27 luglio 2005    | NEAT              |
| 345107 - | 2005 OV15                | 29 luglio 2005    | NEAT              |
| 345108 - | 2005 PF4                 | 7 agosto 2005     | Dellinger, J.     |
| 345109 - | 2005 PS10                | 18 luglio 2005    | NEAT              |
| 345110 - | 2005 QL2                 | 24 agosto 2005    | NEAT              |
| 345111 - | 2005 QX8                 | 25 agosto 2005    | NEAT              |
| 345112 - | 2005 QD33                | 25 agosto 2005    | NEAT              |
| 345113 - | 2005 QY36                | 25 agosto 2005    | NEAT              |
| 345114 - | 2005 QA38                | 25 agosto 2005    | NEAT              |
| 345115 - | 2005 QY39                | 26 agosto 2005    | NEAT              |
| 345116 - | 2005 QS41                | 26 agosto 2005    | LONEOS            |
| 345117 - | 2005 QM52                | 27 agosto 2005    | Needville         |
| 345118 - | 2005 QW59                | 25 agosto 2005    | NEAT              |
| 345119 - | 2005 QJ70                | 26 agosto 2005    | NEAT              |
| 345120 - | 2005 QR73                | 29 agosto 2005    | LONEOS            |
| 345121 - | 2005 QQ95                | 27 agosto 2005    | NEAT              |
| 345122 - | 2005 QU103               | 27 agosto 2005    | NEAT              |
| 345123 - | 2005 QD131               | 28 agosto 2005    | Spacewatch        |
| 345124 - | 2005 QR148               | 30 agosto 2005    | LONEOS            |
| 345125 - | 2005 QF157               | 30 agosto 2005    | NEAT              |
| 345126 - | 2005 QQ159               | 29 luglio 2005    | NEAT              |
| 345127 - | 2005 QK165               | 31 agosto 2005    | NEAT              |
| 345128 - | 2005 QH169               | 29 agosto 2005    | NEAT              |
| 345129 - | 2005 QN172               | 29 agosto 2005    | NEAT              |
| 345130 - | 2005 RS29                | 13 settembre 2005 | LINEAR            |
| 345131 - | 2005 SC1                 | 23 settembre 2005 | Spacewatch        |
| 345132 - | 2005 SB3                 | 23 settembre 2005 | CSS               |
| 345133 - | 2005 SL4                 | 24 settembre 2005 | Ries, W.          |
| 345134 - | 2005 SK5                 | 23 settembre 2005 | CSS               |
| 345135 - | 2005 SO22                | 23 settembre 2005 | Spacewatch        |
| 345136 - | 2005 SS39                | 24 settembre 2005 | Spacewatch        |
| 345137 - | 2005 SV43                | 24 settembre 2005 | Spacewatch        |
| 345138 - | 2005 SS44                | 24 settembre 2005 | Spacewatch        |
| 345139 - | 2005 SP47                | 24 settembre 2005 | Spacewatch        |
| 345140 - | 2005 SH53                | 25 settembre 2005 | CSS               |
| 345141 - | 2005 SH56                | 25 settembre 2005 | Spacewatch        |
| 345142 - | 2005 SJ56                | 25 settembre 2005 | Spacewatch        |
| 345143 - | 2005 SO71                | 23 settembre 2005 | Spacewatch        |
| 345144 - | 2005 SV79                | 24 settembre 2005 | Spacewatch        |
| 345145 - | 2005 SD83                | 24 settembre 2005 | Spacewatch        |
| 345146 - | 2005 SL102               | 25 settembre 2005 | Spacewatch        |
| 345147 - | 2005 SW107               | 26 settembre 2005 | Spacewatch        |
| 345148 - | 2005 SE108               | 26 settembre 2005 | Spacewatch        |
| 345149 - | 2005 SY115               | 27 settembre 2005 | Spacewatch        |
| 345150 - | 2005 SB122               | 29 settembre 2005 | Spacewatch        |
| 345151 - | 2005 SU123               | 29 settembre 2005 | LONEOS            |
| 345152 - | 2005 SJ128               | 29 settembre 2005 | LONEOS            |
| 345153 - | 2005 SP129               | 29 settembre 2005 | Mt. Lemmon Survey |
| 345154 - | 2005 SP131               | 29 settembre 2005 | Spacewatch        |
| 345155 - | 2005 SB166               | 28 settembre 2005 | NEAT              |
| 345156 - | 2005 SQ167               | 28 settembre 2005 | NEAT              |
| 345157 - | 2005 SE171               | 29 settembre 2005 | Spacewatch        |
| 345158 - | 2005 SO193               | 29 settembre 2005 | Spacewatch        |
| 345159 - | 2005 SO205               | 11 settembre 2005 | LINEAR            |
| 345160 - | 2005 SN206               | 30 settembre 2005 | LONEOS            |
| 345161 - | 2005 SM223               | 26 agosto 2005    | NEAT              |
| 345162 - | 2005 SK224               | 29 settembre 2005 | Mt. Lemmon Survey |
| 345163 - | 2005 SJ238               | 29 settembre 2005 | Spacewatch        |
| 345164 - | 2005 SH249               | 30 settembre 2005 | Mt. Lemmon Survey |
| 345165 - | 2005 SJ260               | 22 settembre 2005 | NEAT              |
| 345166 - | 2005 SP263               | 23 settembre 2005 | Spacewatch        |
| 345167 - | 2005 ST265               | 27 settembre 2005 | NEAT              |
| 345168 - | 2005 SD271               | 30 settembre 2005 | LONEOS            |
| 345169 - | 2005 SQ278               | 29 settembre 2005 | Mt. Lemmon Survey |
| 345170 - | 2005 SW285               | 25 settembre 2005 | Becker, A. C.     |
| 345171 - | 2005 TO18                | 1º ottobre 2005   | LINEAR            |
| 345172 - | 2005 TJ29                | 2 ottobre 2005    | Mt. Lemmon Survey |
| 345173 - | 2005 TN36                | 1º ottobre 2005   | Mt. Lemmon Survey |
| 345174 - | 2005 TM41                | 2 ottobre 2005    | Mt. Lemmon Survey |
| 345175 - | 2005 TY65                | 2 ottobre 2005    | NEAT              |
| 345176 - | 2005 TF72                | 3 ottobre 2005    | CSS               |
| 345177 - | 2005 TR73                | 7 ottobre 2005    | LONEOS            |
| 345178 - | 2005 TS74                | 1º ottobre 2005   | CSS               |
| 345179 - | 2005 TG78                | 7 ottobre 2005    | Mt. Lemmon Survey |
| 345180 - | 2005 TA82                | 3 ottobre 2005    | Spacewatch        |
| 345181 - | 2005 TL94                | 25 settembre 2005 | Spacewatch        |
| 345182 - | 2005 TF97                | 6 ottobre 2005    | Mt. Lemmon Survey |
| 345183 - | 2005 TB99                | 7 ottobre 2005    | CSS               |
| 345184 - | 2005 TL103               | 29 settembre 2005 | Spacewatch        |
| 345185 - | 2005 TO128               | 7 ottobre 2005    | Spacewatch        |
| 345186 - | 2005 TC169               | 9 ottobre 2005    | Spacewatch        |
| 345187 - | 2005 TM171               | 10 ottobre 2005   | LONEOS            |
| 345188 - | 2005 TY178               | 23 ottobre 1995   | Spacewatch        |
| 345189 - | 2005 TS182               | 5 ottobre 2005    | CSS               |
| 345190 - | 2005 UX18                | 22 ottobre 2005   | Spacewatch        |
| 345191 - | 2005 UR21                | 23 ottobre 2005   | Spacewatch        |
| 345192 - | 2005 UD23                | 23 ottobre 2005   | Spacewatch        |
| 345193 - | 2005 UL28                | 23 ottobre 2005   | Spacewatch        |
| 345194 - | 2005 UM30                | 23 ottobre 2005   | CSS               |
| 345195 - | 2005 UD31                | 24 ottobre 2005   | Spacewatch        |
| 345196 - | 2005 UG33                | 30 settembre 2005 | Mt. Lemmon Survey |
| 345197 - | 2005 UP50                | 23 ottobre 2005   | CSS               |
| 345198 - | 2005 UB55                | 23 ottobre 2005   | CSS               |
| 345199 - | 2005 UD56                | 23 ottobre 2005   | CSS               |
| 345200 - | 2005 UV61                | 25 ottobre 2005   | Mt. Lemmon Survey |

## 345201-345300
| Nome     | Designazione provvisoria | Data di scoperta  | Scopritore               |
| -------- | ------------------------ | ----------------- | ------------------------ |
| 345201 - | 2005 UB65                | 20 ottobre 2005   | NEAT                     |
| 345202 - | 2005 UO71                | 23 ottobre 2005   | CSS                      |
| 345203 - | 2005 UE77                | 24 ottobre 2005   | Spacewatch               |
| 345204 - | 2005 UT85                | 22 ottobre 2005   | Spacewatch               |
| 345205 - | 2005 UW89                | 22 ottobre 2005   | Spacewatch               |
| 345206 - | 2005 UE91                | 22 ottobre 2005   | Spacewatch               |
| 345207 - | 2005 UA92                | 22 ottobre 2005   | Spacewatch               |
| 345208 - | 2005 UR93                | 22 ottobre 2005   | Spacewatch               |
| 345209 - | 2005 UD103               | 22 ottobre 2005   | Spacewatch               |
| 345210 - | 2005 UB108               | 22 ottobre 2005   | Spacewatch               |
| 345211 - | 2005 UZ109               | 22 ottobre 2005   | Spacewatch               |
| 345212 - | 2005 UA111               | 22 ottobre 2005   | Spacewatch               |
| 345213 - | 2005 UB112               | 22 ottobre 2005   | Spacewatch               |
| 345214 - | 2005 UO114               | 22 ottobre 2005   | CSS                      |
| 345215 - | 2005 UE115               | 23 ottobre 2005   | NEAT                     |
| 345216 - | 2005 UN116               | 23 ottobre 2005   | CSS                      |
| 345217 - | 2005 UW139               | 25 ottobre 2005   | Mt. Lemmon Survey        |
| 345218 - | 2005 UJ152               | 26 ottobre 2005   | Spacewatch               |
| 345219 - | 2005 UB157               | 27 ottobre 2005   | Spacewatch               |
| 345220 - | 2005 UV158               | 29 ottobre 2005   | Eskridge                 |
| 345221 - | 2005 UH163               | 23 ottobre 2005   | Spacewatch               |
| 345222 - | 2005 UU168               | 24 ottobre 2005   | Spacewatch               |
| 345223 - | 2005 UR171               | 24 ottobre 2005   | Spacewatch               |
| 345224 - | 2005 UL173               | 24 ottobre 2005   | Spacewatch               |
| 345225 - | 2005 UC176               | 24 ottobre 2005   | Spacewatch               |
| 345226 - | 2005 UY189               | 27 ottobre 2005   | Mt. Lemmon Survey        |
| 345227 - | 2005 UY193               | 22 ottobre 2005   | Spacewatch               |
| 345228 - | 2005 UF198               | 25 ottobre 2005   | Spacewatch               |
| 345229 - | 2005 UY205               | 26 ottobre 2005   | Spacewatch               |
| 345230 - | 2005 UM214               | 26 ottobre 2005   | LONEOS                   |
| 345231 - | 2005 UR214               | 27 ottobre 2005   | NEAT                     |
| 345232 - | 2005 UD215               | 27 ottobre 2005   | NEAT                     |
| 345233 - | 2005 UL216               | 25 ottobre 2005   | CSS                      |
| 345234 - | 2005 UN216               | 25 ottobre 2005   | CSS                      |
| 345235 - | 2005 UX222               | 25 ottobre 2005   | Spacewatch               |
| 345236 - | 2005 UT234               | 25 ottobre 2005   | Spacewatch               |
| 345237 - | 2005 UT239               | 25 ottobre 2005   | Spacewatch               |
| 345238 - | 2005 UN247               | 28 ottobre 2005   | Mt. Lemmon Survey        |
| 345239 - | 2005 UY252               | 26 ottobre 2005   | LONEOS                   |
| 345240 - | 2005 UU266               | 27 ottobre 2005   | Spacewatch               |
| 345241 - | 2005 UV277               | 24 ottobre 2005   | Spacewatch               |
| 345242 - | 2005 UF283               | 26 ottobre 2005   | Spacewatch               |
| 345243 - | 2005 UL293               | 26 ottobre 2005   | Spacewatch               |
| 345244 - | 2005 UT304               | 26 ottobre 2005   | Spacewatch               |
| 345245 - | 2005 UE306               | 27 ottobre 2005   | Mt. Lemmon Survey        |
| 345246 - | 2005 UQ314               | 28 ottobre 2005   | CSS                      |
| 345247 - | 2005 UM410               | 31 ottobre 2005   | Mt. Lemmon Survey        |
| 345248 - | 2005 UZ410               | 31 ottobre 2005   | Mt. Lemmon Survey        |
| 345249 - | 2005 UJ433               | 28 ottobre 2005   | Spacewatch               |
| 345250 - | 2005 UX440               | 29 ottobre 2005   | CSS                      |
| 345251 - | 2005 UE455               | 28 ottobre 2005   | Mt. Lemmon Survey        |
| 345252 - | 2005 UV456               | 30 ottobre 2005   | NEAT                     |
| 345253 - | 2005 UJ472               | 30 ottobre 2005   | Spacewatch               |
| 345254 - | 2005 UT477               | 26 ottobre 2005   | LONEOS                   |
| 345255 - | 2005 UR502               | 31 ottobre 2005   | LONEOS                   |
| 345256 - | 2005 VE6                 | 4 novembre 2005   | Spacewatch               |
| 345257 - | 2005 VT6                 | 6 novembre 2005   | Spacewatch               |
| 345258 - | 2005 VM8                 | 1º novembre 2005  | Spacewatch               |
| 345259 - | 2005 VT17                | 4 novembre 2005   | Mt. Lemmon Survey        |
| 345260 - | 2005 VQ25                | 2 novembre 2005   | LINEAR                   |
| 345261 - | 2005 VN28                | 29 ottobre 2005   | CSS                      |
| 345262 - | 2005 VT30                | 4 novembre 2005   | Spacewatch               |
| 345263 - | 2005 VT42                | 4 novembre 2005   | CSS                      |
| 345264 - | 2005 VV51                | 27 ottobre 2005   | Spacewatch               |
| 345265 - | 2005 VS59                | 25 ottobre 2005   | Spacewatch               |
| 345266 - | 2005 VC60                | 19 settembre 1998 | Sloan Digital Sky Survey |
| 345267 - | 2005 VQ60                | 5 novembre 2005   | Mt. Lemmon Survey        |
| 345268 - | 2005 VX61                | 1º novembre 2005  | Mt. Lemmon Survey        |
| 345269 - | 2005 VA70                | 1º novembre 2005  | Mt. Lemmon Survey        |
| 345270 - | 2005 VZ70                | 1º novembre 2005  | Mt. Lemmon Survey        |
| 345271 - | 2005 VO95                | 29 ottobre 2005   | Mt. Lemmon Survey        |
| 345272 - | 2005 VG99                | 10 novembre 2005  | CSS                      |
| 345273 - | 2005 VS102               | 2 novembre 2005   | CSS                      |
| 345274 - | 2005 VY102               | 2 novembre 2005   | Mt. Lemmon Survey        |
| 345275 - | 2005 VE104               | 3 novembre 2005   | Mt. Lemmon Survey        |
| 345276 - | 2005 WP16                | 22 novembre 2005  | Spacewatch               |
| 345277 - | 2005 WD26                | 21 novembre 2005  | Spacewatch               |
| 345278 - | 2005 WV36                | 22 novembre 2005  | Spacewatch               |
| 345279 - | 2005 WF37                | 22 novembre 2005  | Spacewatch               |
| 345280 - | 2005 WL39                | 25 novembre 2005  | Mt. Lemmon Survey        |
| 345281 - | 2005 WQ41                | 21 novembre 2005  | Spacewatch               |
| 345282 - | 2005 WP50                | 25 novembre 2005  | Mt. Lemmon Survey        |
| 345283 - | 2005 WW50                | 25 novembre 2005  | Mt. Lemmon Survey        |
| 345284 - | 2005 WZ52                | 25 novembre 2005  | Mt. Lemmon Survey        |
| 345285 - | 2005 WQ55                | 21 novembre 2005  | CSS                      |
| 345286 - | 2005 WM63                | 25 novembre 2005  | Mt. Lemmon Survey        |
| 345287 - | 2005 WT73                | 26 novembre 2005  | Mt. Lemmon Survey        |
| 345288 - | 2005 WS79                | 25 novembre 2005  | Spacewatch               |
| 345289 - | 2005 WS81                | 28 novembre 2005  | CSS                      |
| 345290 - | 2005 WU85                | 23 ottobre 2001   | Spacewatch               |
| 345291 - | 2005 WA90                | 26 novembre 2005  | CSS                      |
| 345292 - | 2005 WB102               | 29 novembre 2005  | LINEAR                   |
| 345293 - | 2005 WD103               | 26 novembre 2005  | CSS                      |
| 345294 - | 2005 WG122               | 25 novembre 2005  | Mt. Lemmon Survey        |
| 345295 - | 2005 WH133               | 25 novembre 2005  | Mt. Lemmon Survey        |
| 345296 - | 2005 WR141               | 28 novembre 2005  | Mt. Lemmon Survey        |
| 345297 - | 2005 WV151               | 28 novembre 2005  | CSS                      |
| 345298 - | 2005 WN153               | 29 novembre 2005  | Spacewatch               |
| 345299 - | 2005 WP157               | 25 novembre 2005  | Mt. Lemmon Survey        |
| 345300 - | 2005 WC161               | 28 novembre 2005  | LINEAR                   |

## 345301-345400
| Nome     | Designazione provvisoria | Data di scoperta | Scopritore        |
| -------- | ------------------------ | ---------------- | ----------------- |
| 345301 - | 2005 WJ166               | 29 novembre 2005 | Mt. Lemmon Survey |
| 345302 - | 2005 WA173               | 30 novembre 2005 | Mt. Lemmon Survey |
| 345303 - | 2005 WL178               | 30 novembre 2005 | Spacewatch        |
| 345304 - | 2005 WS197               | 21 novembre 2005 | Spacewatch        |
| 345305 - | 2005 WF202               | 30 novembre 2005 | Spacewatch        |
| 345306 - | 2005 WO204               | 25 novembre 2005 | Mt. Lemmon Survey |
| 345307 - | 2005 XW11                | 1º dicembre 2005 | Spacewatch        |
| 345308 - | 2005 XA23                | 2 dicembre 2005  | Mt. Lemmon Survey |
| 345309 - | 2005 XM26                | 4 dicembre 2005  | Mt. Lemmon Survey |
| 345310 - | 2005 XQ31                | 2 dicembre 2005  | Mt. Lemmon Survey |
| 345311 - | 2005 XU37                | 4 dicembre 2005  | Spacewatch        |
| 345312 - | 2005 XD38                | 4 dicembre 2005  | Spacewatch        |
| 345313 - | 2005 XZ44                | 2 dicembre 2005  | Spacewatch        |
| 345314 - | 2005 XY52                | 2 dicembre 2005  | Spacewatch        |
| 345315 - | 2005 XQ86                | 8 dicembre 2005  | Spacewatch        |
| 345316 - | 2005 XW114               | 1º dicembre 2005 | Buie, M. W.       |
| 345317 - | 2005 YL6                 | 21 dicembre 2005 | CSS               |
| 345318 - | 2005 YG22                | 24 dicembre 2005 | Spacewatch        |
| 345319 - | 2005 YU25                | 24 dicembre 2005 | Spacewatch        |
| 345320 - | 2005 YY25                | 24 dicembre 2005 | Spacewatch        |
| 345321 - | 2005 YX26                | 22 dicembre 2005 | Spacewatch        |
| 345322 - | 2005 YU32                | 22 dicembre 2005 | Spacewatch        |
| 345323 - | 2005 YS40                | 25 dicembre 2005 | Spacewatch        |
| 345324 - | 2005 YG42                | 22 dicembre 2005 | Spacewatch        |
| 345325 - | 2005 YS45                | 25 dicembre 2005 | Spacewatch        |
| 345326 - | 2005 YX46                | 25 dicembre 2005 | Spacewatch        |
| 345327 - | 2005 YZ48                | 22 dicembre 2005 | Spacewatch        |
| 345328 - | 2005 YS91                | 26 dicembre 2005 | Mt. Lemmon Survey |
| 345329 - | 2005 YP96                | 26 dicembre 2005 | Spacewatch        |
| 345330 - | 2005 YU100               | 24 dicembre 2005 | Spacewatch        |
| 345331 - | 2005 YS103               | 25 dicembre 2005 | Spacewatch        |
| 345332 - | 2005 YU106               | 25 dicembre 2005 | Mt. Lemmon Survey |
| 345333 - | 2005 YM107               | 25 dicembre 2005 | Mt. Lemmon Survey |
| 345334 - | 2005 YD111               | 25 dicembre 2005 | Spacewatch        |
| 345335 - | 2005 YE111               | 25 dicembre 2005 | Spacewatch        |
| 345336 - | 2005 YP115               | 25 dicembre 2005 | Spacewatch        |
| 345337 - | 2005 YP126               | 26 dicembre 2005 | Spacewatch        |
| 345338 - | 2005 YK127               | 28 dicembre 2005 | NEAT              |
| 345339 - | 2005 YR145               | 29 dicembre 2005 | LINEAR            |
| 345340 - | 2005 YK160               | 27 dicembre 2005 | Spacewatch        |
| 345341 - | 2005 YL167               | 27 dicembre 2005 | Spacewatch        |
| 345342 - | 2005 YE175               | 30 dicembre 2005 | LINEAR            |
| 345343 - | 2005 YF178               | 24 dicembre 2005 | Spacewatch        |
| 345344 - | 2005 YG179               | 26 dicembre 2005 | Mt. Lemmon Survey |
| 345345 - | 2005 YL179               | 26 dicembre 2005 | Spacewatch        |
| 345346 - | 2005 YR179               | 27 dicembre 2005 | Spacewatch        |
| 345347 - | 2005 YP188               | 28 dicembre 2005 | Mt. Lemmon Survey |
| 345348 - | 2005 YF191               | 30 dicembre 2005 | Spacewatch        |
| 345349 - | 2005 YU196               | 24 dicembre 2005 | Spacewatch        |
| 345350 - | 2005 YE205               | 26 dicembre 2005 | Mt. Lemmon Survey |
| 345351 - | 2005 YY222               | 12 novembre 2005 | Spacewatch        |
| 345352 - | 2005 YC268               | 25 dicembre 2005 | Mt. Lemmon Survey |
| 345353 - | 2005 YP272               | 30 dicembre 2005 | Spacewatch        |
| 345354 - | 2005 YW291               | 30 dicembre 2005 | Mt. Lemmon Survey |
| 345355 - | 2006 AC6                 | 2 gennaio 2006   | LINEAR            |
| 345356 - | 2006 AP9                 | 4 gennaio 2006   | Mt. Lemmon Survey |
| 345357 - | 2006 AY10                | 4 gennaio 2006   | CSS               |
| 345358 - | 2006 AP14                | 5 gennaio 2006   | Mt. Lemmon Survey |
| 345359 - | 2006 AX27                | 5 gennaio 2006   | CSS               |
| 345360 - | 2006 AX31                | 5 gennaio 2006   | CSS               |
| 345361 - | 2006 AJ32                | 5 gennaio 2006   | CSS               |
| 345362 - | 2006 AY32                | 6 gennaio 2006   | Spacewatch        |
| 345363 - | 2006 AE36                | 4 gennaio 2006   | Spacewatch        |
| 345364 - | 2006 AA49                | 5 gennaio 2006   | Spacewatch        |
| 345365 - | 2006 AK70                | 6 gennaio 2006   | Spacewatch        |
| 345366 - | 2006 AS70                | 6 gennaio 2006   | Spacewatch        |
| 345367 - | 2006 AU70                | 6 gennaio 2006   | Spacewatch        |
| 345368 - | 2006 AY70                | 6 gennaio 2006   | Spacewatch        |
| 345369 - | 2006 AN71                | 6 gennaio 2006   | Mt. Lemmon Survey |
| 345370 - | 2006 AS88                | 28 dicembre 2005 | Spacewatch        |
| 345371 - | 2006 AE96                | 4 gennaio 2006   | CSS               |
| 345372 - | 2006 BR9                 | 22 gennaio 2006  | LONEOS            |
| 345373 - | 2006 BO11                | 20 gennaio 2006  | Spacewatch        |
| 345374 - | 2006 BV29                | 23 gennaio 2006  | Nyukasa           |
| 345375 - | 2006 BD31                | 20 gennaio 2006  | Spacewatch        |
| 345376 - | 2006 BU31                | 20 gennaio 2006  | Spacewatch        |
| 345377 - | 2006 BE36                | 23 gennaio 2006  | Spacewatch        |
| 345378 - | 2006 BQ38                | 23 gennaio 2006  | Mt. Lemmon Survey |
| 345379 - | 2006 BP40                | 21 gennaio 2006  | Spacewatch        |
| 345380 - | 2006 BS41                | 22 gennaio 2006  | Mt. Lemmon Survey |
| 345381 - | 2006 BO51                | 25 gennaio 2006  | Spacewatch        |
| 345382 - | 2006 BB57                | 22 gennaio 2006  | Mt. Lemmon Survey |
| 345383 - | 2006 BM67                | 23 gennaio 2006  | Spacewatch        |
| 345384 - | 2006 BR69                | 23 gennaio 2006  | Spacewatch        |
| 345385 - | 2006 BR79                | 23 gennaio 2006  | Spacewatch        |
| 345386 - | 2006 BW82                | 24 gennaio 2006  | Spacewatch        |
| 345387 - | 2006 BG114               | 25 gennaio 2006  | Spacewatch        |
| 345388 - | 2006 BD118               | 26 gennaio 2006  | Spacewatch        |
| 345389 - | 2006 BJ120               | 26 gennaio 2006  | Spacewatch        |
| 345390 - | 2006 BT148               | 22 gennaio 2006  | Mt. Lemmon Survey |
| 345391 - | 2006 BK163               | 26 gennaio 2006  | Mt. Lemmon Survey |
| 345392 - | 2006 BP166               | 26 gennaio 2006  | Mt. Lemmon Survey |
| 345393 - | 2006 BC169               | 26 gennaio 2006  | Mt. Lemmon Survey |
| 345394 - | 2006 BX188               | 28 gennaio 2006  | Spacewatch        |
| 345395 - | 2006 BC189               | 28 gennaio 2006  | Spacewatch        |
| 345396 - | 2006 BZ191               | 30 gennaio 2006  | CSS               |
| 345397 - | 2006 BE196               | 30 gennaio 2006  | Spacewatch        |
| 345398 - | 2006 BZ206               | 31 gennaio 2006  | Mt. Lemmon Survey |
| 345399 - | 2006 BP208               | 31 gennaio 2006  | CSS               |
| 345400 - | 2006 BJ221               | 30 gennaio 2006  | Spacewatch        |

## 345401-345500
| Nome     | Designazione provvisoria | Data di scoperta | Scopritore                   |
| -------- | ------------------------ | ---------------- | ---------------------------- |
| 345401 - | 2006 BX233               | 31 gennaio 2006  | Spacewatch                   |
| 345402 - | 2006 BX246               | 31 gennaio 2006  | Spacewatch                   |
| 345403 - | 2006 BL247               | 31 gennaio 2006  | Spacewatch                   |
| 345404 - | 2006 BE251               | 31 gennaio 2006  | Spacewatch                   |
| 345405 - | 2006 BD254               | 31 gennaio 2006  | Spacewatch                   |
| 345406 - | 2006 BX255               | 31 gennaio 2006  | Spacewatch                   |
| 345407 - | 2006 BR260               | 31 gennaio 2006  | Spacewatch                   |
| 345408 - | 2006 BY262               | 31 gennaio 2006  | Spacewatch                   |
| 345409 - | 2006 CO20                | 1º febbraio 2006 | Spacewatch                   |
| 345410 - | 2006 CV20                | 1º febbraio 2006 | Mt. Lemmon Survey            |
| 345411 - | 2006 CW35                | 2 febbraio 2006  | CSS                          |
| 345412 - | 2006 CE42                | 2 febbraio 2006  | Spacewatch                   |
| 345413 - | 2006 CP50                | 3 febbraio 2006  | Mt. Lemmon Survey            |
| 345414 - | 2006 CZ66                | 20 novembre 2004 | Tucker, R. A.                |
| 345415 - | 2006 DQ8                 | 21 febbraio 2006 | Mt. Lemmon Survey            |
| 345416 - | 2006 DV17                | 20 febbraio 2006 | Spacewatch                   |
| 345417 - | 2006 DW23                | 7 settembre 2004 | Spacewatch                   |
| 345418 - | 2006 DL30                | 20 febbraio 2006 | Spacewatch                   |
| 345419 - | 2006 DO30                | 20 febbraio 2006 | Spacewatch                   |
| 345420 - | 2006 DY34                | 20 febbraio 2006 | Spacewatch                   |
| 345421 - | 2006 DE35                | 20 febbraio 2006 | Spacewatch                   |
| 345422 - | 2006 DA38                | 21 febbraio 2006 | LONEOS                       |
| 345423 - | 2006 DD43                | 20 febbraio 2006 | Spacewatch                   |
| 345424 - | 2006 DU43                | 20 febbraio 2006 | Spacewatch                   |
| 345425 - | 2006 DM49                | 21 febbraio 2006 | Mt. Lemmon Survey            |
| 345426 - | 2006 DZ49                | 22 febbraio 2006 | LINEAR                       |
| 345427 - | 2006 DG73                | 22 febbraio 2006 | Mt. Lemmon Survey            |
| 345428 - | 2006 DN77                | 24 febbraio 2006 | Spacewatch                   |
| 345429 - | 2006 DY86                | 24 febbraio 2006 | Spacewatch                   |
| 345430 - | 2006 DY88                | 24 febbraio 2006 | Spacewatch                   |
| 345431 - | 2006 DK90                | 24 febbraio 2006 | Spacewatch                   |
| 345432 - | 2006 DQ93                | 24 febbraio 2006 | Spacewatch                   |
| 345433 - | 2006 DL98                | 25 febbraio 2006 | Spacewatch                   |
| 345434 - | 2006 DP105               | 25 febbraio 2006 | Mt. Lemmon Survey            |
| 345435 - | 2006 DR123               | 24 febbraio 2006 | Mt. Lemmon Survey            |
| 345436 - | 2006 DB132               | 25 febbraio 2006 | Spacewatch                   |
| 345437 - | 2006 DK140               | 25 febbraio 2006 | Spacewatch                   |
| 345438 - | 2006 DF155               | 25 febbraio 2006 | Spacewatch                   |
| 345439 - | 2006 DY160               | 27 febbraio 2006 | Spacewatch                   |
| 345440 - | 2006 DD167               | 27 febbraio 2006 | Spacewatch                   |
| 345441 - | 2006 DN176               | 27 febbraio 2006 | Mt. Lemmon Survey            |
| 345442 - | 2006 DE182               | 27 febbraio 2006 | Mt. Lemmon Survey            |
| 345443 - | 2006 DO211               | 24 febbraio 2006 | Mt. Lemmon Survey            |
| 345444 - | 2006 DV216               | 28 febbraio 2006 | Mt. Lemmon Survey            |
| 345445 - | 2006 EO3                 | 2 marzo 2006     | Spacewatch                   |
| 345446 - | 2006 EW14                | 2 marzo 2006     | Spacewatch                   |
| 345447 - | 2006 EM20                | 3 marzo 2006     | Spacewatch                   |
| 345448 - | 2006 EN20                | 3 marzo 2006     | Spacewatch                   |
| 345449 - | 2006 EB23                | 3 marzo 2006     | Spacewatch                   |
| 345450 - | 2006 ET38                | 4 marzo 2006     | CSS                          |
| 345451 - | 2006 EA39                | 4 marzo 2006     | CSS                          |
| 345452 - | 2006 EQ40                | 4 marzo 2006     | Spacewatch                   |
| 345453 - | 2006 EX40                | 14 dicembre 2004 | CSS                          |
| 345454 - | 2006 EA45                | 3 marzo 2006     | CSS                          |
| 345455 - | 2006 FY                  | 19 marzo 2006    | LINEAR                       |
| 345456 - | 2006 FJ1                 | 21 marzo 2006    | Mt. Lemmon Survey            |
| 345457 - | 2006 FG2                 | 4 marzo 2006     | Spacewatch                   |
| 345458 - | 2006 FG6                 | 23 marzo 2006    | CSS                          |
| 345459 - | 2006 FX10                | 23 marzo 2006    | Spacewatch                   |
| 345460 - | 2006 FS35                | 29 marzo 2006    | Ye, Q.-z.                    |
| 345461 - | 2006 FC37                | 24 febbraio 2006 | CSS                          |
| 345462 - | 2006 FY39                | 25 marzo 2006    | Spacewatch                   |
| 345463 - | 2006 FU51                | 26 marzo 2006    | LONEOS                       |
| 345464 - | 2006 GD13                | 2 aprile 2006    | Spacewatch                   |
| 345465 - | 2006 GU26                | 2 aprile 2006    | Spacewatch                   |
| 345466 - | 2006 GZ28                | 2 aprile 2006    | Spacewatch                   |
| 345467 - | 2006 GB36                | 7 aprile 2006    | Mt. Lemmon Survey            |
| 345468 - | 2006 GG42                | 9 aprile 2006    | CSS                          |
| 345469 - | 2006 HU10                | 19 aprile 2006   | Spacewatch                   |
| 345470 - | 2006 HU15                | 20 aprile 2006   | Spacewatch                   |
| 345471 - | 2006 HJ21                | 20 aprile 2006   | Spacewatch                   |
| 345472 - | 2006 HQ21                | 20 aprile 2006   | Spacewatch                   |
| 345473 - | 2006 HP26                | 20 aprile 2006   | Spacewatch                   |
| 345474 - | 2006 HE35                | 19 aprile 2006   | Mt. Lemmon Survey            |
| 345475 - | 2006 HV36                | 20 aprile 2006   | Spacewatch                   |
| 345476 - | 2006 HM48                | 24 aprile 2006   | Spacewatch                   |
| 345477 - | 2006 HH63                | 24 aprile 2006   | Spacewatch                   |
| 345478 - | 2006 HU67                | 24 aprile 2006   | Mt. Lemmon Survey            |
| 345479 - | 2006 HN76                | 25 aprile 2006   | Spacewatch                   |
| 345480 - | 2006 HY80                | 26 aprile 2006   | Spacewatch                   |
| 345481 - | 2006 HN83                | 26 aprile 2006   | Spacewatch                   |
| 345482 - | 2006 HT88                | 30 aprile 2006   | CSS                          |
| 345483 - | 2006 HG91                | 29 aprile 2006   | Spacewatch                   |
| 345484 - | 2006 HU98                | 30 aprile 2006   | Spacewatch                   |
| 345485 - | 2006 HL100               | 30 aprile 2006   | Spacewatch                   |
| 345486 - | 2006 HN101               | 30 aprile 2006   | Spacewatch                   |
| 345487 - | 2006 HP103               | 30 aprile 2006   | Spacewatch                   |
| 345488 - | 2006 HY110               | 21 aprile 2006   | Spacewatch                   |
| 345489 - | 2006 HO119               | 8 aprile 2006    | Spacewatch                   |
| 345490 - | 2006 JV                  | 1º maggio 2006   | Dellinger, J., Dillon, W. G. |
| 345491 - | 2006 JF1                 | 1º maggio 2006   | Spacewatch                   |
| 345492 - | 2006 JY1                 | 1º maggio 2006   | LINEAR                       |
| 345493 - | 2006 JY2                 | 2 maggio 2006    | Mt. Lemmon Survey            |
| 345494 - | 2006 JK11                | 1º maggio 2006   | Spacewatch                   |
| 345495 - | 2006 JS11                | 1º maggio 2006   | Spacewatch                   |
| 345496 - | 2006 JO16                | 2 maggio 2006    | Spacewatch                   |
| 345497 - | 2006 JU28                | 3 maggio 2006    | Spacewatch                   |
| 345498 - | 2006 JX29                | 3 maggio 2006    | Spacewatch                   |
| 345499 - | 2006 JF32                | 25 aprile 2006   | Spacewatch                   |
| 345500 - | 2006 JB35                | 4 maggio 2006    | Spacewatch                   |

## 345501-345600
| Nome     | Designazione provvisoria | Data di scoperta  | Scopritore           |
| -------- | ------------------------ | ----------------- | -------------------- |
| 345501 - | 2006 JH37                | 5 maggio 2006     | Spacewatch           |
| 345502 - | 2006 JW40                | 21 novembre 2003  | Spacewatch           |
| 345503 - | 2006 JJ44                | 6 maggio 2006     | Spacewatch           |
| 345504 - | 2006 JU48                | 8 maggio 2006     | Siding Spring Survey |
| 345505 - | 2006 JO53                | 6 maggio 2006     | Mt. Lemmon Survey    |
| 345506 - | 2006 JG54                | 8 maggio 2006     | Mt. Lemmon Survey    |
| 345507 - | 2006 JT55                | 1º maggio 2006    | CSS                  |
| 345508 - | 2006 JX67                | 1º maggio 2006    | Buie, M. W.          |
| 345509 - | 2006 JV80                | 4 maggio 2006     | Spacewatch           |
| 345510 - | 2006 KG                  | 16 maggio 2006    | NEAT                 |
| 345511 - | 2006 KR2                 | 26 marzo 2006     | LONEOS               |
| 345512 - | 2006 KW14                | 20 maggio 2006    | LONEOS               |
| 345513 - | 2006 KE25                | 19 maggio 2006    | Mt. Lemmon Survey    |
| 345514 - | 2006 KU32                | 20 maggio 2006    | Spacewatch           |
| 345515 - | 2006 KS40                | 9 aprile 2006     | Mt. Lemmon Survey    |
| 345516 - | 2006 KT46                | 21 maggio 2006    | Mt. Lemmon Survey    |
| 345517 - | 2006 KS51                | 21 maggio 2006    | Spacewatch           |
| 345518 - | 2006 KT56                | 22 maggio 2006    | Spacewatch           |
| 345519 - | 2006 KA58                | 22 maggio 2006    | Spacewatch           |
| 345520 - | 2006 KG69                | 22 maggio 2006    | Spacewatch           |
| 345521 - | 2006 KK72                | 22 maggio 2006    | Spacewatch           |
| 345522 - | 2006 KN73                | 23 maggio 2006    | Spacewatch           |
| 345523 - | 2006 KP88                | 24 maggio 2006    | Spacewatch           |
| 345524 - | 2006 KM102               | 27 maggio 2006    | Spacewatch           |
| 345525 - | 2006 KQ108               | 31 maggio 2006    | Mt. Lemmon Survey    |
| 345526 - | 2006 LT3                 | 19 novembre 2003  | NEAT                 |
| 345527 - | 2006 LB5                 | 23 maggio 2006    | Spacewatch           |
| 345528 - | 2006 MG6                 | 19 giugno 2006    | Mt. Lemmon Survey    |
| 345529 - | 2006 NS                  | 5 luglio 2006     | LUSS                 |
| 345530 - | 2006 OC6                 | 26 maggio 2006    | CSS                  |
| 345531 - | 2006 OV12                | 20 luglio 2006    | NEAT                 |
| 345532 - | 2006 PF4                 | 15 agosto 2006    | Broughton, J.        |
| 345533 - | 2006 QL9                 | 19 agosto 2006    | Spacewatch           |
| 345534 - | 2006 QQ27                | 20 agosto 2006    | Spacewatch           |
| 345535 - | 2006 QX69                | 21 agosto 2006    | Spacewatch           |
| 345536 - | 2006 QE77                | 21 agosto 2006    | Spacewatch           |
| 345537 - | 2006 QK79                | 24 agosto 2006    | Eskridge             |
| 345538 - | 2006 QG83                | 27 agosto 2006    | Spacewatch           |
| 345539 - | 2006 QU85                | 21 settembre 2001 | Spacewatch           |
| 345540 - | 2006 QY99                | 24 agosto 2006    | LINEAR               |
| 345541 - | 2006 QN104               | 28 agosto 2006    | LONEOS               |
| 345542 - | 2006 QB105               | 28 agosto 2006    | CSS                  |
| 345543 - | 2006 QT112               | 24 agosto 2006    | LINEAR               |
| 345544 - | 2006 QW134               | 27 agosto 2006    | LONEOS               |
| 345545 - | 2006 QC147               | 23 febbraio 1998  | Spacewatch           |
| 345546 - | 2006 QE148               | 18 agosto 2006    | Spacewatch           |
| 345547 - | 2006 QB184               | 19 agosto 2006    | Spacewatch           |
| 345548 - | 2006 QS187               | 30 agosto 2006    | LONEOS               |
| 345549 - | 2006 RR4                 | 12 settembre 2006 | CSS                  |
| 345550 - | 2006 RP13                | 14 settembre 2006 | Spacewatch           |
| 345551 - | 2006 RV15                | 14 settembre 2006 | CSS                  |
| 345552 - | 2006 RW16                | 14 settembre 2006 | CSS                  |
| 345553 - | 2006 RW21                | 15 settembre 2006 | CSS                  |
| 345554 - | 2006 RT31                | 15 settembre 2006 | Spacewatch           |
| 345555 - | 2006 RT32                | 15 settembre 2006 | CSS                  |
| 345556 - | 2006 RR36                | 29 agosto 2006    | CSS                  |
| 345557 - | 2006 RZ40                | 14 settembre 2006 | Spacewatch           |
| 345558 - | 2006 RP42                | 14 settembre 2006 | Spacewatch           |
| 345559 - | 2006 RK61                | 11 settembre 2006 | CSS                  |
| 345560 - | 2006 RK64                | 13 settembre 2006 | NEAT                 |
| 345561 - | 2006 RG69                | 15 settembre 2006 | Spacewatch           |
| 345562 - | 2006 RO71                | 15 settembre 2006 | Spacewatch           |
| 345563 - | 2006 RY74                | 15 settembre 2006 | Spacewatch           |
| 345564 - | 2006 RG77                | 15 settembre 2006 | Spacewatch           |
| 345565 - | 2006 RC80                | 15 settembre 2006 | Spacewatch           |
| 345566 - | 2006 RL81                | 15 settembre 2006 | Spacewatch           |
| 345567 - | 2006 RV81                | 15 settembre 2006 | Spacewatch           |
| 345568 - | 2006 RH85                | 15 settembre 2006 | Spacewatch           |
| 345569 - | 2006 RN92                | 15 settembre 2006 | Spacewatch           |
| 345570 - | 2006 RE100               | 22 febbraio 2003  | NEAT                 |
| 345571 - | 2006 RR103               | 11 settembre 2006 | Becker, A. C.        |
| 345572 - | 2006 RW104               | 14 settembre 2006 | Spacewatch           |
| 345573 - | 2006 RS112               | 14 settembre 2006 | Masiero, J.          |
| 345574 - | 2006 RN117               | 14 settembre 2006 | Masiero, J.          |
| 345575 - | 2006 SP                  | 16 settembre 2006 | CSS                  |
| 345576 - | 2006 SU7                 | 16 settembre 2006 | LONEOS               |
| 345577 - | 2006 SD8                 | 16 settembre 2006 | CSS                  |
| 345578 - | 2006 SZ15                | 17 settembre 2006 | CSS                  |
| 345579 - | 2006 SU17                | 17 settembre 2006 | Spacewatch           |
| 345580 - | 2006 SG20                | 16 settembre 2006 | CSS                  |
| 345581 - | 2006 SG27                | 16 settembre 2006 | CSS                  |
| 345582 - | 2006 SL29                | 17 settembre 2006 | Spacewatch           |
| 345583 - | 2006 SS38                | 18 settembre 2006 | Spacewatch           |
| 345584 - | 2006 SX46                | 19 settembre 2006 | CSS                  |
| 345585 - | 2006 SQ49                | 20 settembre 2006 | Cordell-Lorenz       |
| 345586 - | 2006 SC51                | 17 settembre 2006 | CSS                  |
| 345587 - | 2006 SJ56                | 19 settembre 2006 | CSS                  |
| 345588 - | 2006 SA58                | 18 settembre 2006 | Spacewatch           |
| 345589 - | 2006 SJ63                | 20 settembre 2006 | NEAT                 |
| 345590 - | 2006 SN66                | 19 settembre 2006 | Spacewatch           |
| 345591 - | 2006 SF70                | 19 settembre 2006 | Spacewatch           |
| 345592 - | 2006 SC72                | 19 settembre 2006 | Spacewatch           |
| 345593 - | 2006 SG75                | 19 settembre 2006 | Spacewatch           |
| 345594 - | 2006 SV82                | 18 settembre 2006 | Spacewatch           |
| 345595 - | 2006 SQ89                | 18 settembre 2006 | Spacewatch           |
| 345596 - | 2006 SP95                | 18 settembre 2006 | Spacewatch           |
| 345597 - | 2006 SK99                | 18 settembre 2006 | Spacewatch           |
| 345598 - | 2006 SN102               | 19 settembre 2006 | Spacewatch           |
| 345599 - | 2006 SE118               | 24 settembre 2006 | Spacewatch           |
| 345600 - | 2006 SJ121               | 18 settembre 2006 | LONEOS               |

## 345601-345700
| Nome            | Designazione provvisoria | Data di scoperta  | Scopritore            |
| --------------- | ------------------------ | ----------------- | --------------------- |
| 345601 -        | 2006 SR125               | 20 settembre 2006 | CSS                   |
| 345602 -        | 2006 SC132               | 16 settembre 2006 | CSS                   |
| 345603 -        | 2006 SC139               | 21 settembre 2006 | LONEOS                |
| 345604 -        | 2006 SH155               | 22 settembre 2006 | CSS                   |
| 345605 -        | 2006 SM165               | 25 settembre 2006 | Spacewatch            |
| 345606 -        | 2006 SU165               | 25 settembre 2006 | Spacewatch            |
| 345607 -        | 2006 SP171               | 25 settembre 2006 | Spacewatch            |
| 345608 -        | 2006 SD178               | 25 settembre 2006 | Mt. Lemmon Survey     |
| 345609 -        | 2006 SN182               | 25 settembre 2006 | Mt. Lemmon Survey     |
| 345610 -        | 2006 SV191               | 26 settembre 2006 | Mt. Lemmon Survey     |
| 345611 -        | 2006 SF205               | 25 settembre 2006 | Mt. Lemmon Survey     |
| 345612 -        | 2006 SS205               | 25 settembre 2006 | Mt. Lemmon Survey     |
| 345613 -        | 2006 SC207               | 25 settembre 2006 | Spacewatch            |
| 345614 -        | 2006 SZ209               | 26 settembre 2006 | Mt. Lemmon Survey     |
| 345615 -        | 2006 SV213               | 27 settembre 2006 | CSS                   |
| 345616 -        | 2006 SF215               | 27 settembre 2006 | Spacewatch            |
| 345617 -        | 2006 SP226               | 26 settembre 2006 | Spacewatch            |
| 345618 -        | 2006 SC228               | 26 settembre 2006 | Spacewatch            |
| 345619 -        | 2006 SA242               | 26 settembre 2006 | Spacewatch            |
| 345620 -        | 2006 SX244               | 26 settembre 2006 | Spacewatch            |
| 345621 -        | 2006 SV247               | 26 settembre 2006 | Mt. Lemmon Survey     |
| 345622 -        | 2006 SX253               | 26 settembre 2006 | Mt. Lemmon Survey     |
| 345623 -        | 2006 SV258               | 26 settembre 2006 | Spacewatch            |
| 345624 -        | 2006 SY265               | 26 settembre 2006 | Spacewatch            |
| 345625 -        | 2006 SM283               | 26 settembre 2006 | LINEAR                |
| 345626 -        | 2006 SO283               | 26 settembre 2006 | LINEAR                |
| 345627 -        | 2006 SE287               | 22 settembre 2006 | LONEOS                |
| 345628 -        | 2006 SO300               | 26 settembre 2006 | CSS                   |
| 345629 -        | 2006 SV300               | 26 settembre 2006 | Spacewatch            |
| 345630 -        | 2006 SJ310               | 27 settembre 2006 | Spacewatch            |
| 345631 -        | 2006 SU311               | 27 settembre 2006 | Spacewatch            |
| 345632 -        | 2006 SM313               | 27 settembre 2006 | Spacewatch            |
| 345633 -        | 2006 SS314               | 27 settembre 2006 | Spacewatch            |
| 345634 -        | 2006 SD322               | 27 settembre 2006 | Spacewatch            |
| 345635 -        | 2006 SV338               | 28 settembre 2006 | Spacewatch            |
| 345636 -        | 2006 SJ349               | 29 settembre 2006 | LONEOS                |
| 345637 -        | 2006 SE350               | 24 ottobre 1995   | Spacewatch            |
| 345638 -        | 2006 SN354               | 30 settembre 2006 | LINEAR                |
| 345639 -        | 2006 SX364               | 30 settembre 2006 | CSS                   |
| 345640 -        | 2006 SJ365               | 30 settembre 2006 | CSS                   |
| 345641 -        | 2006 SV373               | 16 settembre 2006 | Becker, A. C.         |
| 345642 -        | 2006 SE374               | 16 settembre 2006 | Becker, A. C.         |
| 345643 -        | 2006 ST383               | 29 settembre 2006 | Becker, A. C.         |
| 345644 -        | 2006 SB385               | 29 settembre 2006 | Becker, A. C.         |
| 345645 -        | 2006 SC385               | 29 settembre 2006 | Becker, A. C.         |
| 345646 -        | 2006 TN                  | 2 ottobre 2006    | Mt. Lemmon Survey     |
| 345647 -        | 2006 TV4                 | 2 ottobre 2006    | Mt. Lemmon Survey     |
| 345648 Adyendre | 2006 TZ6                 | 1º ottobre 2006   | Piszkesteto           |
| 345649 -        | 2006 TD7                 | 10 ottobre 2006   | Farra d'Isonzo        |
| 345650 -        | 2006 TZ14                | 11 ottobre 2006   | Spacewatch            |
| 345651 -        | 2006 TV20                | 11 ottobre 2006   | Spacewatch            |
| 345652 -        | 2006 TJ22                | 11 ottobre 2006   | Spacewatch            |
| 345653 -        | 2006 TH31                | 12 ottobre 2006   | Spacewatch            |
| 345654 -        | 2006 TS41                | 12 ottobre 2006   | NEAT                  |
| 345655 -        | 2006 TE60                | 13 ottobre 2006   | Spacewatch            |
| 345656 -        | 2006 TF68                | 11 ottobre 2006   | NEAT                  |
| 345657 -        | 2006 TD73                | 11 ottobre 2006   | NEAT                  |
| 345658 -        | 2006 TZ77                | 12 ottobre 2006   | NEAT                  |
| 345659 -        | 2006 TM82                | 13 ottobre 2006   | Spacewatch            |
| 345660 -        | 2006 TK92                | 14 ottobre 2006   | Lin, C.-S., Ye, Q.-z. |
| 345661 -        | 2006 TH103               | 15 ottobre 2006   | Spacewatch            |
| 345662 -        | 2006 TF117               | 3 ottobre 2006    | Becker, A. C.         |
| 345663 -        | 2006 TP118               | 3 ottobre 2006    | Becker, A. C.         |
| 345664 -        | 2006 TK128               | 11 ottobre 2006   | NEAT                  |
| 345665 -        | 2006 UX2                 | 16 ottobre 2006   | CSS                   |
| 345666 -        | 2006 UJ9                 | 16 ottobre 2006   | Spacewatch            |
| 345667 -        | 2006 US18                | 16 ottobre 2006   | Spacewatch            |
| 345668 -        | 2006 UH20                | 16 ottobre 2006   | Spacewatch            |
| 345669 -        | 2006 UM25                | 16 ottobre 2006   | Spacewatch            |
| 345670 -        | 2006 UX26                | 16 ottobre 2006   | Spacewatch            |
| 345671 -        | 2006 UL29                | 16 ottobre 2006   | Spacewatch            |
| 345672 -        | 2006 UN56                | 18 ottobre 2006   | Spacewatch            |
| 345673 -        | 2006 UT56                | 17 settembre 2006 | CSS                   |
| 345674 -        | 2006 UU67                | 16 ottobre 2006   | CSS                   |
| 345675 -        | 2006 UQ68                | 16 ottobre 2006   | CSS                   |
| 345676 -        | 2006 UK70                | 16 ottobre 2006   | Spacewatch            |
| 345677 -        | 2006 UY73                | 26 settembre 2006 | Spacewatch            |
| 345678 -        | 2006 UQ97                | 18 ottobre 2006   | Spacewatch            |
| 345679 -        | 2006 UL100               | 18 ottobre 2006   | Spacewatch            |
| 345680 -        | 2006 UK109               | 19 ottobre 2006   | Spacewatch            |
| 345681 -        | 2006 UZ112               | 19 ottobre 2006   | Spacewatch            |
| 345682 -        | 2006 UZ118               | 19 ottobre 2006   | Spacewatch            |
| 345683 -        | 2006 UL119               | 15 ottobre 2006   | Spacewatch            |
| 345684 -        | 2006 UX141               | 19 ottobre 2006   | Mt. Lemmon Survey     |
| 345685 -        | 2006 UX146               | 20 ottobre 2006   | Spacewatch            |
| 345686 -        | 2006 UT147               | 20 ottobre 2006   | Spacewatch            |
| 345687 -        | 2006 UV149               | 20 ottobre 2006   | CSS                   |
| 345688 -        | 2006 UG154               | 21 ottobre 2006   | CSS                   |
| 345689 -        | 2006 UP162               | 21 ottobre 2006   | Mt. Lemmon Survey     |
| 345690 -        | 2006 UG166               | 21 ottobre 2006   | Mt. Lemmon Survey     |
| 345691 -        | 2006 UK169               | 21 ottobre 2006   | Mt. Lemmon Survey     |
| 345692 -        | 2006 UT176               | 16 ottobre 2006   | CSS                   |
| 345693 -        | 2006 UW186               | 19 ottobre 2006   | CSS                   |
| 345694 -        | 2006 UU187               | 19 ottobre 2006   | CSS                   |
| 345695 -        | 2006 UT188               | 17 settembre 2006 | CSS                   |
| 345696 -        | 2006 UN190               | 19 ottobre 2006   | CSS                   |
| 345697 -        | 2006 UU222               | 17 ottobre 2006   | CSS                   |
| 345698 -        | 2006 UN243               | 27 ottobre 2006   | Mt. Lemmon Survey     |
| 345699 -        | 2006 UZ250               | 27 ottobre 2006   | Mt. Lemmon Survey     |
| 345700 -        | 2006 UX263               | 27 ottobre 2006   | Spacewatch            |

## 345701-345800
| Nome                | Designazione provvisoria | Data di scoperta  | Scopritore              |
| ------------------- | ------------------------ | ----------------- | ----------------------- |
| 345701 -            | 2006 UZ331               | 14 settembre 2006 | Spacewatch              |
| 345702 -            | 2006 UL357               | 27 ottobre 2006   | Wiegert, P. A.          |
| 345703 -            | 2006 UF359               | 21 ottobre 2006   | Spacewatch              |
| 345704 -            | 2006 VE3                 | 9 novembre 2006   | Spacewatch              |
| 345705 -            | 2006 VB14                | 15 novembre 2006  | CSS                     |
| 345706 -            | 2006 VX16                | 9 novembre 2006   | Spacewatch              |
| 345707 -            | 2006 VW51                | 14 settembre 2006 | Spacewatch              |
| 345708 -            | 2006 VH115               | 14 novembre 2006  | Spacewatch              |
| 345709 -            | 2006 VZ130               | 15 novembre 2006  | CSS                     |
| 345710 -            | 2006 VP140               | 15 novembre 2006  | Spacewatch              |
| 345711 -            | 2006 VC150               | 9 novembre 2006   | NEAT                    |
| 345712 -            | 2006 VV170               | 1º novembre 2006  | Spacewatch              |
| 345713 -            | 2006 WC27                | 18 novembre 2006  | LINEAR                  |
| 345714 -            | 2006 WA73                | 18 novembre 2006  | Spacewatch              |
| 345715 -            | 2006 WF115               | 20 novembre 2006  | LINEAR                  |
| 345716 -            | 2006 WP178               | 24 novembre 2006  | Mt. Lemmon Survey       |
| 345717 -            | 2006 WD180               | 10 novembre 2006  | Spacewatch              |
| 345718 -            | 2006 XB6                 | 8 dicembre 2006   | NEAT                    |
| 345719 -            | 2006 XT10                | 9 dicembre 2006   | Spacewatch              |
| 345720 Monte Vigese | 2006 XC44                | 12 dicembre 2006  | L. Tesi, M.T. Mazzucato |
| 345721 -            | 2006 YZ51                | 27 dicembre 2006  | Mt. Lemmon Survey       |
| 345722 -            | 2007 BG29                | 21 gennaio 2007   | LINEAR                  |
| 345723 -            | 2007 BB40                | 24 gennaio 2007   | Mt. Lemmon Survey       |
| 345724 -            | 2007 BW44                | 25 gennaio 2007   | CSS                     |
| 345725 -            | 2007 BC61                | 27 gennaio 2007   | Mt. Lemmon Survey       |
| 345726 -            | 2007 BH79                | 27 gennaio 2007   | Spacewatch              |
| 345727 -            | 2007 CV17                | 9 gennaio 2007    | Spacewatch              |
| 345728 -            | 2007 CF35                | 6 febbraio 2007   | Spacewatch              |
| 345729 -            | 2007 CS43                | 8 febbraio 2007   | Spacewatch              |
| 345730 -            | 2007 CZ43                | 8 febbraio 2007   | Spacewatch              |
| 345731 -            | 2007 CV56                | 15 febbraio 2007  | CSS                     |
| 345732 -            | 2007 CR65                | 10 febbraio 2007  | Mt. Lemmon Survey       |
| 345733 -            | 2007 DB6                 | 17 febbraio 2007  | Spacewatch              |
| 345734 -            | 2007 DD11                | 31 agosto 2005    | Spacewatch              |
| 345735 -            | 2007 DV23                | 17 febbraio 2007  | Spacewatch              |
| 345736 -            | 2007 DY45                | 21 febbraio 2007  | Bickel, W.              |
| 345737 -            | 2007 DZ52                | 19 febbraio 2007  | Mt. Lemmon Survey       |
| 345738 -            | 2007 DB64                | 21 febbraio 2007  | Spacewatch              |
| 345739 -            | 2007 DS67                | 21 febbraio 2007  | Spacewatch              |
| 345740 -            | 2007 DN72                | 21 agosto 2004    | Siding Spring Survey    |
| 345741 -            | 2007 DC93                | 23 febbraio 2007  | LINEAR                  |
| 345742 -            | 2007 DJ105               | 27 febbraio 2007  | Spacewatch              |
| 345743 -            | 2007 DC106               | 23 febbraio 2007  | Mt. Lemmon Survey       |
| 345744 -            | 2007 DU111               | 25 febbraio 2007  | Mt. Lemmon Survey       |
| 345745 -            | 2007 DT113               | 22 febbraio 2007  | Spacewatch              |
| 345746 -            | 2007 EA3                 | 9 marzo 2007      | CSS                     |
| 345747 -            | 2007 EE5                 | 9 marzo 2007      | Mt. Lemmon Survey       |
| 345748 -            | 2007 EV10                | 9 marzo 2007      | Spacewatch              |
| 345749 -            | 2007 EN15                | 9 marzo 2007      | Spacewatch              |
| 345750 -            | 2007 EF28                | 9 marzo 2007      | CSS                     |
| 345751 -            | 2007 EL39                | 11 marzo 2007     | Dax                     |
| 345752 -            | 2007 EW42                | 9 marzo 2007      | Spacewatch              |
| 345753 -            | 2007 EZ55                | 12 marzo 2007     | Mt. Lemmon Survey       |
| 345754 -            | 2007 EC62                | 10 marzo 2007     | Spacewatch              |
| 345755 -            | 2007 EU64                | 10 marzo 2007     | Spacewatch              |
| 345756 -            | 2007 ER69                | 10 marzo 2007     | Spacewatch              |
| 345757 -            | 2007 EV69                | 10 marzo 2007     | Spacewatch              |
| 345758 -            | 2007 EY75                | 10 marzo 2007     | Spacewatch              |
| 345759 -            | 2007 EK81                | 11 marzo 2007     | Spacewatch              |
| 345760 -            | 2007 EB82                | 11 marzo 2007     | LONEOS                  |
| 345761 -            | 2007 EH87                | 13 marzo 2007     | Mt. Lemmon Survey       |
| 345762 Jacquescœur  | 2007 EA88                | 13 marzo 2007     | Christophe, B.          |
| 345763 Pompiere     | 2007 EQ88                | 13 marzo 2007     | San Marcello            |
| 345764 -            | 2007 EO96                | 10 marzo 2007     | Mt. Lemmon Survey       |
| 345765 -            | 2007 ES96                | 10 marzo 2007     | Mt. Lemmon Survey       |
| 345766 -            | 2007 EH105               | 11 marzo 2007     | Mt. Lemmon Survey       |
| 345767 -            | 2007 EG108               | 11 marzo 2007     | Spacewatch              |
| 345768 -            | 2007 EW114               | 13 marzo 2007     | Mt. Lemmon Survey       |
| 345769 -            | 2007 EF118               | 13 marzo 2007     | Mt. Lemmon Survey       |
| 345770 -            | 2007 EG119               | 13 marzo 2007     | Mt. Lemmon Survey       |
| 345771 -            | 2007 ED127               | 9 marzo 2007      | NEAT                    |
| 345772 -            | 2007 EP130               | 9 marzo 2007      | Mt. Lemmon Survey       |
| 345773 -            | 2007 EE132               | 9 marzo 2007      | Mt. Lemmon Survey       |
| 345774 -            | 2007 EO132               | 9 marzo 2007      | Mt. Lemmon Survey       |
| 345775 -            | 2007 EN133               | 9 marzo 2007      | Mt. Lemmon Survey       |
| 345776 -            | 2007 EN138               | 12 marzo 2007     | Spacewatch              |
| 345777 -            | 2007 EB140               | 12 marzo 2007     | Mt. Lemmon Survey       |
| 345778 -            | 2007 EZ156               | 12 marzo 2007     | Spacewatch              |
| 345779 -            | 2007 EJ166               | 10 marzo 2007     | Spacewatch              |
| 345780 -            | 2007 EW169               | 14 marzo 2007     | Spacewatch              |
| 345781 -            | 2007 EZ184               | 14 marzo 2007     | Mt. Lemmon Survey       |
| 345782 -            | 2007 ES192               | 14 marzo 2007     | Spacewatch              |
| 345783 -            | 2007 EW195               | 15 marzo 2007     | Mt. Lemmon Survey       |
| 345784 -            | 2007 EH197               | 15 marzo 2007     | Spacewatch              |
| 345785 -            | 2007 EN200               | 14 marzo 2007     | LINEAR                  |
| 345786 -            | 2007 EP223               | 9 marzo 2007      | Spacewatch              |
| 345787 -            | 2007 FD16                | 25 ottobre 2005   | Spacewatch              |
| 345788 -            | 2007 FR19                | 20 marzo 2007     | Mt. Lemmon Survey       |
| 345789 -            | 2007 FX31                | 20 marzo 2007     | Spacewatch              |
| 345790 -            | 2007 GD                  | 6 aprile 2007     | Kocher, P.              |
| 345791 -            | 2007 GC6                 | 13 aprile 2007    | Ries, W.                |
| 345792 -            | 2007 GC7                 | 7 aprile 2007     | Mt. Lemmon Survey       |
| 345793 -            | 2007 GD11                | 11 aprile 2007    | Spacewatch              |
| 345794 -            | 2007 GM17                | 11 aprile 2007    | Spacewatch              |
| 345795 -            | 2007 GA19                | 11 aprile 2007    | Spacewatch              |
| 345796 -            | 2007 GA24                | 11 aprile 2007    | Spacewatch              |
| 345797 -            | 2007 GK27                | 14 aprile 2007    | Spacewatch              |
| 345798 -            | 2007 GG28                | 15 aprile 2007    | CSS                     |
| 345799 -            | 2007 GO31                | 15 aprile 2007    | Spacewatch              |
| 345800 -            | 2007 GU31                | 15 aprile 2007    | CSS                     |

## 345801-345900
| Nome                 | Designazione provvisoria | Data di scoperta  | Scopritore               |
| -------------------- | ------------------------ | ----------------- | ------------------------ |
| 345801 -             | 2007 GJ36                | 15 marzo 2007     | Mt. Lemmon Survey        |
| 345802 -             | 2007 GU40                | 14 aprile 2007    | Spacewatch               |
| 345803 -             | 2007 GL41                | 14 aprile 2007    | Spacewatch               |
| 345804 -             | 2007 GH44                | 14 aprile 2007    | Mt. Lemmon Survey        |
| 345805 -             | 2007 GE48                | 14 aprile 2007    | Spacewatch               |
| 345806 -             | 2007 GB50                | 15 aprile 2007    | CSS                      |
| 345807 -             | 2007 GO52                | 14 aprile 2007    | Spacewatch               |
| 345808 -             | 2007 GY59                | 15 aprile 2007    | Spacewatch               |
| 345809 -             | 2007 GO60                | 15 aprile 2007    | Spacewatch               |
| 345810 -             | 2007 GW61                | 15 aprile 2007    | CSS                      |
| 345811 -             | 2007 GG75                | 11 aprile 2007    | Spacewatch               |
| 345812 -             | 2007 HF1                 | 16 aprile 2007    | CSS                      |
| 345813 -             | 2007 HX4                 | 20 aprile 2007    | CSS                      |
| 345814 -             | 2007 HA14                | 19 aprile 2007    | Mt. Lemmon Survey        |
| 345815 -             | 2007 HA17                | 16 aprile 2007    | CSS                      |
| 345816 -             | 2007 HA18                | 16 aprile 2007    | CSS                      |
| 345817 -             | 2007 HR19                | 18 aprile 2007    | Spacewatch               |
| 345818 -             | 2007 HU19                | 18 aprile 2007    | Spacewatch               |
| 345819 -             | 2007 HQ22                | 18 aprile 2007    | Spacewatch               |
| 345820 -             | 2007 HL26                | 18 aprile 2007    | Mt. Lemmon Survey        |
| 345821 -             | 2007 HC27                | 18 aprile 2007    | Mt. Lemmon Survey        |
| 345822 -             | 2007 HP55                | 22 aprile 2007    | Spacewatch               |
| 345823 -             | 2007 HV70                | 20 aprile 2007    | Jarnac                   |
| 345824 -             | 2007 HO76                | 23 aprile 2007    | Spacewatch               |
| 345825 -             | 2007 HN85                | 24 aprile 2007    | Spacewatch               |
| 345826 -             | 2007 HZ87                | 27 aprile 2007    | Spacewatch               |
| 345827 -             | 2007 HR92                | 21 aprile 2007    | Buie, M. W.              |
| 345828 -             | 2007 JK3                 | 6 maggio 2007     | Spacewatch               |
| 345829 -             | 2007 JM10                | 7 maggio 2007     | Spacewatch               |
| 345830 -             | 2007 JX13                | 9 maggio 2007     | Mt. Lemmon Survey        |
| 345831 -             | 2007 JD19                | 23 aprile 2007    | Mt. Lemmon Survey        |
| 345832 -             | 2007 JE34                | 9 maggio 2007     | CSS                      |
| 345833 -             | 2007 KE3                 | 22 maggio 2007    | Mt. Lemmon Survey        |
| 345834 -             | 2007 KK3                 | 22 maggio 2007    | Hoenig, S. F., Teamo, N. |
| 345835 -             | 2007 KB7                 | 24 maggio 2007    | Broughton, J.            |
| 345836 -             | 2007 LO1                 | 7 giugno 2007     | Spacewatch               |
| 345837 -             | 2007 LZ5                 | 8 giugno 2007     | Spacewatch               |
| 345838 -             | 2007 LL18                | 13 giugno 2007    | Hoenig, S. F., Teamo, N. |
| 345839 -             | 2007 LW18                | 16 maggio 2007    | Spacewatch               |
| 345840 -             | 2007 LZ21                | 12 giugno 2007    | Spacewatch               |
| 345841 -             | 2007 LD25                | 14 giugno 2007    | Spacewatch               |
| 345842 Alexparker    | 2007 LG31                | 12 giugno 2007    | Balam, D. D.             |
| 345843 -             | 2007 ML                  | 16 giugno 2007    | Spacewatch               |
| 345844 -             | 2007 MD3                 | 16 giugno 2007    | Spacewatch               |
| 345845 -             | 2007 MJ27                | 17 giugno 2007    | Spacewatch               |
| 345846 -             | 2007 NU1                 | 12 luglio 2007    | OAM                      |
| 345847 -             | 2007 OW1                 | 19 luglio 2007    | Hoenig, S. F., Teamo, N. |
| 345848 -             | 2007 OX2                 | 18 luglio 2007    | Andrushivka              |
| 345849 -             | 2007 OW3                 | 18 luglio 2007    | Hug, G.                  |
| 345850 -             | 2007 OS7                 | 22 giugno 2007    | Spacewatch               |
| 345851 -             | 2007 PY3                 | 8 agosto 2007     | Siding Spring Survey     |
| 345852 -             | 2007 PT6                 | 9 agosto 2007     | Hoenig, S. F., Teamo, N. |
| 345853 -             | 2007 PU11                | 13 agosto 2007    | LINEAR                   |
| 345854 -             | 2007 PK14                | 8 agosto 2007     | LINEAR                   |
| 345855 -             | 2007 PP14                | 16 luglio 2007    | LINEAR                   |
| 345856 -             | 2007 PA21                | 9 agosto 2007     | LINEAR                   |
| 345857 -             | 2007 PJ26                | 8 agosto 2007     | LINEAR                   |
| 345858 -             | 2007 PE28                | 14 agosto 2007    | BATTeRS                  |
| 345859 -             | 2007 PB32                | 8 agosto 2007     | LINEAR                   |
| 345860 -             | 2007 PQ40                | 9 agosto 2007     | LINEAR                   |
| 345861 -             | 2007 PS46                | 10 agosto 2007    | Spacewatch               |
| 345862 -             | 2007 PU46                | 10 agosto 2007    | Spacewatch               |
| 345863 -             | 2007 PG47                | 10 agosto 2007    | Spacewatch               |
| 345864 -             | 2007 PF49                | 9 agosto 2007     | LINEAR                   |
| 345865 -             | 2007 QF                  | 16 agosto 2007    | BATTeRS                  |
| 345866 -             | 2007 QP                  | 24 maggio 2007    | CSS                      |
| 345867 -             | 2007 QB1                 | 18 agosto 2007    | Lowe, A.                 |
| 345868 Halicarnassus | 2007 QE2                 | 19 agosto 2007    | Casulli, V. S.           |
| 345869 -             | 2007 QM6                 | 21 agosto 2007    | LONEOS                   |
| 345870 -             | 2007 QO6                 | 21 agosto 2007    | LONEOS                   |
| 345871 Xuguangxian   | 2007 QR6                 | 13 agosto 2007    | PMO NEO Survey Program   |
| 345872 -             | 2007 QS9                 | 22 agosto 2007    | LINEAR                   |
| 345873 -             | 2007 QM11                | 23 agosto 2007    | Spacewatch               |
| 345874 -             | 2007 QD13                | 24 agosto 2007    | Spacewatch               |
| 345875 -             | 2007 QQ16                | 21 agosto 2007    | LONEOS                   |
| 345876 -             | 2007 RQ6                 | 4 settembre 2007  | OAM                      |
| 345877 -             | 2007 RB8                 | 5 settembre 2007  | Bickel, W.               |
| 345878 -             | 2007 RN10                | 3 settembre 2007  | CSS                      |
| 345879 -             | 2007 RW12                | 11 settembre 2007 | Ory, M.                  |
| 345880 -             | 2007 RQ27                | 4 settembre 2007  | Mt. Lemmon Survey        |
| 345881 -             | 2007 RT30                | 5 settembre 2007  | CSS                      |
| 345882 -             | 2007 RQ43                | 9 settembre 2007  | Spacewatch               |
| 345883 -             | 2007 RB46                | 9 settembre 2007  | Spacewatch               |
| 345884 -             | 2007 RD46                | 9 settembre 2007  | Spacewatch               |
| 345885 -             | 2007 RO50                | 9 settembre 2007  | Spacewatch               |
| 345886 -             | 2007 RN60                | 10 settembre 2007 | CSS                      |
| 345887 -             | 2007 RD65                | 10 settembre 2007 | Mt. Lemmon Survey        |
| 345888 -             | 2007 RK71                | 10 settembre 2007 | Spacewatch               |
| 345889 -             | 2007 RQ71                | 10 settembre 2007 | Spacewatch               |
| 345890 -             | 2007 RE73                | 10 agosto 2007    | Spacewatch               |
| 345891 -             | 2007 RO78                | 10 settembre 2007 | Mt. Lemmon Survey        |
| 345892 -             | 2007 RR78                | 10 settembre 2007 | Mt. Lemmon Survey        |
| 345893 -             | 2007 RA84                | 10 settembre 2007 | Spacewatch               |
| 345894 -             | 2007 RU90                | 10 settembre 2007 | Mt. Lemmon Survey        |
| 345895 -             | 2007 RC93                | 10 settembre 2007 | Mt. Lemmon Survey        |
| 345896 -             | 2007 RE96                | 30 ottobre 2002   | Spacewatch               |
| 345897 -             | 2007 RM96                | 10 settembre 2007 | Spacewatch               |
| 345898 -             | 2007 RB98                | 10 settembre 2007 | Spacewatch               |
| 345899 -             | 2007 RS99                | 11 settembre 2007 | CSS                      |
| 345900 -             | 2007 RM100               | 11 settembre 2007 | Mt. Lemmon Survey        |

## 345901-346000
| Nome                | Designazione provvisoria | Data di scoperta  | Scopritore                        |
| ------------------- | ------------------------ | ----------------- | --------------------------------- |
| 345901 -            | 2007 RB108               | 11 settembre 2007 | Spacewatch                        |
| 345902 -            | 2007 RO114               | 11 settembre 2007 | Spacewatch                        |
| 345903 -            | 2007 RD119               | 11 settembre 2007 | PMO NEO Survey Program            |
| 345904 -            | 2007 RK126               | 12 settembre 2007 | Mt. Lemmon Survey                 |
| 345905 -            | 2007 RU129               | 12 settembre 2007 | Mt. Lemmon Survey                 |
| 345906 -            | 2007 RS140               | 13 settembre 2007 | LINEAR                            |
| 345907 -            | 2007 RY148               | 12 settembre 2007 | CSS                               |
| 345908 -            | 2007 RZ148               | 12 settembre 2007 | Tucker, R. A.                     |
| 345909 -            | 2007 RS151               | 27 settembre 2003 | Spacewatch                        |
| 345910 -            | 2007 RY153               | 10 settembre 2007 | Spacewatch                        |
| 345911 -            | 2007 RF154               | 10 settembre 2007 | Spacewatch                        |
| 345912 -            | 2007 RE163               | 10 settembre 2007 | Spacewatch                        |
| 345913 -            | 2007 RQ167               | 10 settembre 2007 | Spacewatch                        |
| 345914 -            | 2007 RT167               | 10 settembre 2007 | Spacewatch                        |
| 345915 -            | 2007 RR170               | 10 settembre 2007 | Spacewatch                        |
| 345916 -            | 2007 RS172               | 10 settembre 2007 | Spacewatch                        |
| 345917 -            | 2007 RB173               | 10 settembre 2007 | Spacewatch                        |
| 345918 -            | 2007 RU174               | 10 settembre 2007 | Spacewatch                        |
| 345919 -            | 2007 RX180               | 11 settembre 2007 | Mt. Lemmon Survey                 |
| 345920 -            | 2007 RH184               | 9 settembre 2007  | Spacewatch                        |
| 345921 -            | 2007 RF194               | 12 settembre 2007 | Spacewatch                        |
| 345922 -            | 2007 RM205               | 9 settembre 2007  | Spacewatch                        |
| 345923 -            | 2007 RJ210               | 10 settembre 2007 | Spacewatch                        |
| 345924 -            | 2007 RZ214               | 12 settembre 2007 | Spacewatch                        |
| 345925 -            | 2007 RA215               | 12 settembre 2007 | Spacewatch                        |
| 345926 -            | 2007 RO223               | 8 settembre 2007  | Mt. Lemmon Survey                 |
| 345927 -            | 2007 RC233               | 12 settembre 2007 | CSS                               |
| 345928 -            | 2007 RK233               | 12 settembre 2007 | CSS                               |
| 345929 -            | 2007 RW233               | 12 settembre 2007 | LONEOS                            |
| 345930 -            | 2007 RN240               | 21 agosto 2007    | OAM                               |
| 345931 -            | 2007 RH246               | 12 settembre 2007 | Mt. Lemmon Survey                 |
| 345932 -            | 2007 RR246               | 12 settembre 2007 | CSS                               |
| 345933 -            | 2007 RP251               | 9 settembre 2007  | Spacewatch                        |
| 345934 -            | 2007 RO252               | 13 settembre 2007 | Spacewatch                        |
| 345935 -            | 2007 RP255               | 14 settembre 2007 | Spacewatch                        |
| 345936 -            | 2007 RB268               | 15 settembre 2007 | Spacewatch                        |
| 345937 -            | 2007 RU273               | 15 settembre 2007 | Spacewatch                        |
| 345938 -            | 2007 RX276               | 5 settembre 2007  | CSS                               |
| 345939 -            | 2007 RJ277               | 5 settembre 2007  | CSS                               |
| 345940 -            | 2007 RB278               | 5 settembre 2007  | CSS                               |
| 345941 -            | 2007 RC284               | 9 settembre 2007  | Spacewatch                        |
| 345942 -            | 2007 RU287               | 10 settembre 2007 | Spacewatch                        |
| 345943 -            | 2007 RY287               | 10 settembre 2007 | Spacewatch                        |
| 345944 -            | 2007 RZ293               | 13 settembre 2007 | Mt. Lemmon Survey                 |
| 345945 -            | 2007 RD303               | 15 settembre 2007 | Mt. Lemmon Survey                 |
| 345946 -            | 2007 RT314               | 3 settembre 2007  | CSS                               |
| 345947 -            | 2007 RL315               | 10 settembre 2007 | Spacewatch                        |
| 345948 -            | 2007 RA319               | 12 settembre 2007 | CSS                               |
| 345949 -            | 2007 RL320               | 13 settembre 2007 | Mt. Lemmon Survey                 |
| 345950 -            | 2007 RA321               | 13 settembre 2007 | LINEAR                            |
| 345951 -            | 2007 RT325               | 15 settembre 2007 | Mt. Lemmon Survey                 |
| 345952 -            | 2007 SP2                 | 20 settembre 2007 | Farra d'Isonzo                    |
| 345953 -            | 2007 SL4                 | 19 settembre 2007 | Siding Spring Survey              |
| 345954 -            | 2007 SX7                 | 18 settembre 2007 | Spacewatch                        |
| 345955 -            | 2007 SQ15                | 5 agosto 2007     | LINEAR                            |
| 345956 -            | 2007 SS16                | 30 settembre 2007 | Spacewatch                        |
| 345957 -            | 2007 SL18                | 25 settembre 2007 | Mt. Lemmon Survey                 |
| 345958 -            | 2007 SS19                | 25 settembre 2007 | Mt. Lemmon Survey                 |
| 345959 Dafeng       | 2007 SA23                | 21 settembre 2007 | PMO NEO Survey Program            |
| 345960 -            | 2007 TO3                 | 5 ottobre 2007    | Ferrando, R.                      |
| 345961 -            | 2007 TX4                 | 2 ottobre 2007    | Astronomical Research Observatory |
| 345962 -            | 2007 TM24                | 11 ottobre 2007   | Hug, G.                           |
| 345963 -            | 2007 TR32                | 6 ottobre 2007    | Spacewatch                        |
| 345964 -            | 2007 TX42                | 4 marzo 2005      | Mt. Lemmon Survey                 |
| 345965 -            | 2007 TS49                | 9 marzo 2005      | Mt. Lemmon Survey                 |
| 345966 -            | 2007 TW53                | 4 ottobre 2007    | Spacewatch                        |
| 345967 -            | 2007 TA90                | 8 ottobre 2007    | Mt. Lemmon Survey                 |
| 345968 -            | 2007 TO93                | 6 ottobre 2007    | Spacewatch                        |
| 345969 -            | 2007 TC102               | 12 settembre 2007 | Mt. Lemmon Survey                 |
| 345970 -            | 2007 TU103               | 8 ottobre 2007    | Mt. Lemmon Survey                 |
| 345971 Marktorrence | 2007 TG105               | 14 ottobre 2007   | Skillman, D. R.                   |
| 345972 Rufin        | 2007 TM105               | 14 ottobre 2007   | Christophe, B.                    |
| 345973 -            | 2007 TN105               | 15 ottobre 2007   | Calvin College                    |
| 345974 -            | 2007 TL110               | 8 ottobre 2007    | CSS                               |
| 345975 -            | 2007 TF115               | 8 ottobre 2007    | LONEOS                            |
| 345976 -            | 2007 TZ117               | 9 ottobre 2007    | Spacewatch                        |
| 345977 -            | 2007 TW119               | 9 ottobre 2007    | Mt. Lemmon Survey                 |
| 345978 -            | 2007 TS121               | 6 ottobre 2007    | Spacewatch                        |
| 345979 -            | 2007 TQ135               | 8 ottobre 2007    | Spacewatch                        |
| 345980 -            | 2007 TE137               | 8 ottobre 2007    | Spacewatch                        |
| 345981 -            | 2007 TZ138               | 9 ottobre 2007    | Spacewatch                        |
| 345982 -            | 2007 TL141               | 9 ottobre 2007    | Mt. Lemmon Survey                 |
| 345983 -            | 2007 TX145               | 6 ottobre 2007    | LINEAR                            |
| 345984 -            | 2007 TJ149               | 8 ottobre 2007    | LINEAR                            |
| 345985 -            | 2007 TM152               | 24 settembre 2007 | Spacewatch                        |
| 345986 -            | 2007 TK154               | 3 settembre 2002  | NEAT                              |
| 345987 -            | 2007 TT166               | 12 ottobre 2007   | LINEAR                            |
| 345988 -            | 2007 TW166               | 12 ottobre 2007   | LINEAR                            |
| 345989 -            | 2007 TP169               | 12 ottobre 2007   | LINEAR                            |
| 345990 -            | 2007 TS172               | 15 ottobre 2007   | LINEAR                            |
| 345991 -            | 2007 TF173               | 4 ottobre 2007    | Spacewatch                        |
| 345992 -            | 2007 TG174               | 4 ottobre 2007    | Spacewatch                        |
| 345993 -            | 2007 TO176               | 5 ottobre 2007    | PMO NEO Survey Program            |
| 345994 -            | 2007 TL182               | 8 ottobre 2007    | LONEOS                            |
| 345995 -            | 2007 TN182               | 8 ottobre 2007    | LONEOS                            |
| 345996 -            | 2007 TV184               | 13 ottobre 2007   | Gierlinger, R.                    |
| 345997 -            | 2007 TO194               | 7 ottobre 2007    | Mt. Lemmon Survey                 |
| 345998 -            | 2007 TN196               | 7 ottobre 2007    | Mt. Lemmon Survey                 |
| 345999 -            | 2007 TX199               | 8 ottobre 2007    | Spacewatch                        |
| 346000 -            | 2007 TD202               | 8 ottobre 2007    | Mt. Lemmon Survey                 |